# Монте Сан Ђовани ин Сабина
Монте Сан Ђовани ин Сабина (итал. Monte San Giovanni in Sabina) је насеље у Италији у округу Ријети, региону Лацио.
Према процени из 2011. у насељу је живело 125 становника. Насеље се налази на надморској висини од 676 м.

## Становништво
Према резултатима пописа становништва 2011. у општини је живело 752 становника.
| 1931. | 1936. | 1951. | 1961. | 1971. | 1981. | 1991. | 2001. | 2011. |
| ----- | ----- | ----- | ----- | ----- | ----- | ----- | ----- | ----- |
| 1.112 | 1.070 | 1.013 | 810   | 626   | 681   | 665   | 728   | 752   |